# 法印大五郎
法印 大五郎（ほういん だいごろう、天保11年1月3日 / グレゴリオ暦 1840年2月5日 - 1919年（大正8年）1月16日）は、日本の侠客である。法印の大五郎（ほういんのだいごろう）とも。山伏から清水次郎長配下に入ったとされ、「清水二十八人衆」に数えられる。明治維新後に引退、郷里に帰り角田 甚左衛門（つのだ じんざえもん）と名乗る。その後養子に入り、伊藤 甚左衛門（いとう じんざえもん）となり、実業を営んだ。

## 人物・来歴

### 清水一家の前後
天保11年正月3日、現行のグレゴリオ暦によれば1840年2月5日、甲斐国八代郡二之宮村（現在の山梨県笛吹市御坂町二之宮）の百姓・角田久作の次男として生まれる。今川徳三は『壬申戸籍』（1872年編製、1968年閲覧禁止）に当たっており、この生年月日等の情報はその記載による。
「法印」とは「法印大和尚位」の略であり、864年に法眼・法橋の上位として定められた僧位だが、中世以降は医師や絵師、儒学者・仏師・連歌師の称号、あるいは勝手に僧位を称したり、ついには山伏や祈祷師を指すようにすでに意味が変化していた。今川によれば、法印大五郎は、大前田英五郎（1793年 - 1874年）、大前田一家の江戸屋虎五郎（1814年 - 1895年）、あるいは吉良の仁吉（1839年 - 1866年）同様に草相撲出身でもあるという。法印は、人並み外れた巨漢であった。法印は、寺子屋に学び、数え15歳の年である1854年（嘉永6年）には、甲府八日町（現在の甲府市中央2丁目）にあった魚市場の担ぎ人足になり、甲州街道に面した市場から、中道往還を経て沼津港、あるいは遠く新潟港までの間を往復し、鮮魚や塩乾魚を運搬する業務に従事した。
数え19歳、満18歳になる年である1858年（安政4年）には人足を辞めて、二之宮村の実家に戻り、家業の農業を手伝っていたが、間もなく八代郡竹居村（現在の笛吹市八代町竹居）の吃安こと竹居安五郎（1811年 - 1861年）の乾分になるのだが、女癖が悪く、竹居に坊主頭にされて放擲されたのだという。この坊主頭が「法印」の由来となり、体裁を繕うために「法印姿」つまり山伏の姿をしただけであって、実際に山伏であったわけではない。二代目広沢虎造の浪曲『清水次郎長伝 法印大五郎』に語られる「元は出羽羽黒の法印で平沢寛山、やくざになって甲州竹居安五郎の身内となり人呼んで法印の大五郎」と口上にあるように、出羽国の羽黒山（現在の山形県鶴岡市の羽黒山）の山伏であったわけではなく、「平沢寛山」と名のったのかどうかは不明である。笹川臨風は「法印大五郎は、山伏から身を持ちくづした男。次郎長が越前に赴いた時、同地で乾分にした。山伏姿で賭博場に出入したといふ亂暴者、生地は越前とも、又、出羽ともいふ」と記しているが、生地については前述の通りである。佃實夫も「甲州生まれで山伏出身。越前の旅先から次郎長がつれてきた」と記す。
法印が清水一家に加わった契機は、浪曲のように清水港に現れたのではなく、越前国（現在の福井県）で次郎長の配下になっているとされている。歴史作家・田口英爾の年譜によれば、次郎長が越前等を行脚したのは安政5年（1859年）であるといい、当時、法印は数え20歳、満19歳ということになる。今川徳三は、浪曲のように清水に流れ着いたとしており、人足時代に出会った沼津の知り合いを頼ったものであるとする。一方、浪曲では、安政2年4月の半ば（1855年5月末前後）に次郎長と対面しており、遠州周智郡領家村（現在の静岡県浜松市天竜区春野町領家）の秋葉神社での「秋葉の火祭り」が同年10月23日（同年12月2日）に行われ、次郎長や増川仙右衛門（1836年 - 1892年）とともに同神社に向かうのは、同28日（同7日）とされている。法印はまだ満15歳のころに当たるが、浪曲では、4歳年長の増川よりも年長の人物であるかのように描かれている。史実では、その時期には、法印はまだ甲府で人足を務めている時期である。

浪曲『清水次郎長伝 血煙荒神山』、あるいは『東海遊侠伝』では、慶応2年4月8日（1866年5月22日）に伊勢国荒神山（現在の鈴鹿市高塚町観音寺）で勃発した「荒神山の喧嘩」で、吉良の仁吉とともに死んだとされているが、法印は生き延びている。このとき法印は満26歳であった。

### 引退後
明治維新後に郷里の二之宮村に帰り、角田 甚左衛門と名のり、明治2年1月11日（1869年2月21日）、八代郡北八代村（現在の笛吹市八代町北）の百姓・伊藤只兵衛の養子に入り、伊藤 甚左衛門となるとともに、同養女やいと結婚する。法印は当時満29歳、やいは弘化元年11月（1844年12月）生まれ、当時は満24歳であった。その後の法印は、生糸繭仲買の実業を営んだという。人柄は実直、正直で信用が篤かった。
1875年（明治8年）10月13日には郷里の二之宮村が錦村に編入された。翌1876年（明治9年）には長男・慶作が生まれ、その後、長女・次女が生まれた。1878年（明治11年）12月19日、郡区町村編制法により東八代郡が発足、錦村も当時法印が暮らした北八代村も、同郡域に入る。法印も次郎長も存命中の1884年（明治17年）4月、最初の次郎長伝とされる『東海遊侠伝 一名次郎長物語』（与論社）を次郎長の養子になった天田五郎が「山本鉄眉」の名で上梓した。同書の「荒神山の喧嘩」について書かれた「第十二回 笠砥高市両党争威 荒神激闘二魁殞命」には、法印が戦死者に数えられている。当時の法印は、家の前に住んでいた若い未亡人に惚れられ、生活の面倒をみていたという。未亡人と旅に出て菓子を売り歩いたこともあるとされる。
1898年（明治31年）、孫の泰助が生まれたが、その父・慶作が亡くなり、孫は法印が育てた。大正に入るころには、法印は中風を患い、片麻痺になったという。それでも動けるようになると、二之宮の実家に遊びにも出かけたといい、法印の姿を目撃した人の話は、同地に残っている。「伊藤甚左衛門」が当時の本名であるが、大五郎に由来する「大さん」という通称で生涯呼ばれ続けた。
1919年（大正8年）1月16日、死去した。満78歳没。藤田五郎によれば、法印は、山梨県東八代郡八代町北1641番（現在の同県笛吹市八代町北1641番）の西光寺の伊藤家墓所に眠る。戒名は「甚誉称念居士」、墓は1921年（大正10年）8月に伊藤慶作の次男、泰助が建立、泰助はのちに八代町助役を務めた。北八代村が合併して八代村になったのは1941年（昭和16年）4月1日、錦村が合併して錦生村になったのは1942年（昭和17年）6月1日であった。現在はいずれも笛吹市内である。二之宮の実家は長く残されたらしく、今川徳三は『日本俠客100選』（1971年発行）の法印の項にその写真を掲載した。

## フィクションの人物像

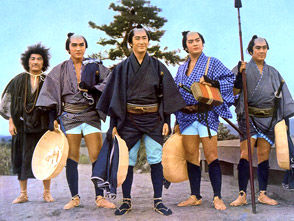
『次郎長三国志』（1963年）のスチル写真、左が田中春男満51歳の演じる法印大五郎。

史実において「清水二十八人衆」であった時代の法印大五郎は、前述の通り、満19歳 - 満26歳の青年期に当たる。しかしながら、フィクション、とくに映画で扱われる法印は、マキノ雅弘が監督した『次郎長三国志』（東宝、1952年 - 1954年）、『次郎長遊侠伝 秋葉の火祭り』（日活、1954年）、『次郎長三国志』（東映、1963年 - 1965年）で法印を演じた田中春男（1912年 - 1992年）の実年齢が満40歳 - 満53歳（公開日ベース、以下いずれも同様）の時期に当たり、次郎長を演じた当時満32歳の小堀明男よりも年長であり、青年とは言いがたい、しかも関西弁話者の人物像を造形した。田中が法印を演じる以前、とくに戦前は、満28歳の瀬川路三郎、満30歳の中村進五郎、おなじく満30歳の田村邦男、あるいは満46歳の嵐珏松郎、満39歳の新妻四郎、満37歳の光岡龍三郎、戦後は満43歳の椿三四郎が演じていた。
ポスト田中の時代には、満41歳の石田茂樹、満47歳の南利明、満35歳の山城新伍、満26歳の岸部シロー、満48歳の谷幹一、満29歳の平田満、満40歳の桂朝丸（二代目桂ざこば）、満44歳の頭師孝雄、満37歳の阿南健治、満60歳の笹野高史、満46歳の木下ほうかがそれぞれ法印役を演じた。次郎長役より若年あるいは同世代の役者が配されたのは、山城新伍、岸部シロー、平田満、桂朝丸、頭師孝雄、阿南健治、木下ほうかだけであった。その多くは、名古屋弁の南利明らを除き、田中春男がつくりだした関西弁のキャラクターを踏襲した。
「酒飲みねえ、すし食いねえ、江戸っ子だってね」「神田の生まれよ」で知られる二代目広沢虎造の浪曲『石松三十石船道中』の原型は、三代目伯山の創作である。江戸っ子が石松に対し、清水一家で一番強いのは「大政、小政、大瀬半五郎、増川仙右衛門、法印大五郎、追分三五郎…」と挙げていくなかで、法印は5番目に登場する。16人挙げたところで、大瀬の次に石松を失念していたことを忘れていたことを思い出す、という筋である。このくだりのあった時期は、設定では「文久2年の3月半ば」、つまりグレゴリオ暦では1862年4月13日前後に当たり、法印は満22歳、次郎長一家に在籍した時期に一致はする。

## フィルモグラフィ
「法印大五郎」が登場するおもな劇場用映画・テレビ映画の一覧である。公開日の右側には、法印を演じた俳優名とともに、次郎長を演じた俳優も記した。東京国立近代美術館フィルムセンター（NFC）、デジタル・ミーム等での所蔵状況も記した。
- 『清水次郎長』 : 監督・脚本沼田紅緑、原作神田伯山、製作東亜マキノ等持院撮影所、配給東亜キネマ、1924年10月10日公開 - 瀬川路三郎（阪東妻三郎）
- 『清水次郎長 前篇』 : 監督辻吉郎、脚色篠井大江丸、製作日活京都撮影所、配給日活、1924年11月公開 - 嵐珏松郎（尾上松之助）
- 『清水次郎長』 : 監督仁科熊彦、原作小島政二郎、脚本塩田一、製作嵐寛寿郎プロダクション、配給東亜キネマ、1931年8月15日公開 - 嵐寛枝（嵐寛寿郎）
- 『清水次郎長』 : 監督・脚色池田富保、原作滝川紅葉、製作太秦発声映画、配給日活、1935年8月1日公開 - 中村進五郎（河原崎長十郎）
- 『森の石松』 : 監督・原作・脚本山中貞雄、製作日活京都撮影所、配給日活、1937年3月19日公開 - 紺屋清（黒川弥太郎）
- 『次郎長一家』 : 監督松田定次、脚本比佐芳武、製作日活京都撮影所、配給日活、1938年5月21日公開 - 田村邦男（月形龍之介）
- 『紅だすき一刀流』 : 監督・脚本星哲六、原作山手樹一郎、製作松竹下加茂撮影所、配給松竹キネマ、1938年7月28日公開 - 新妻四郎（ - ）
- 『富士川の血煙』 : 監督押本七之輔、脚本原健一郎、製作新興キネマ京都撮影所、配給新興キネマ、1939年1月7日公開 - 光岡龍三郎（羅門光三郎）
- 『次郎長裸道中』 : 監督押本七之輔、脚本民門敏夫、製作新興キネマ京都撮影所、配給新興キネマ、1939年3月8日公開 - 光岡龍三郎（羅門光三郎）
- 『女次郎長』 : 監督大曾根辰夫、原作川口松太郎、脚本柳川真一、製作松竹下加茂撮影所、配給松竹キネマ、1939年11月23日公開 - 大川六郎（川崎弘子）
- 『秋葉の火祭』 : 監督西原孝、原作・脚本稲田不可止、製作新興キネマ京都撮影所、配給新興キネマ、1940年6月13日公開 - 光岡龍三郎（市川右太衛門）
- 『東海水滸伝』 : 監督伊藤大輔・稲垣浩、脚本八尋不二、製作・配給大映、1945年7月12日公開 - 光岡龍三郎（阪東妻三郎）

- 『乱れ星荒神山』 : 監督萩原遼、原作村松梢風、脚本村松道平、製作東横映画、配給東京映画配給、1950年11月23日公開 - 椿三四郎（月形龍之介）
- 『次郎長三国志 次郎長売出す』（次郎長三国志シリーズ第一部） : 監督マキノ雅弘、原作村上元三、脚本村上元三・松浦健郎、製作・配給東宝、1952年12月4日公開 - 田中春男（小堀明男）、82分の上映用プリントをNFCが所蔵[34]
- 『次郎長三国志 次郎長初旅』（次郎長三国志シリーズ第二部） : 監督マキノ雅弘、原作村上元三、脚本村上元三・松浦健郎、製作・配給東宝、1953年1月9日公開 - 田中春男（小堀明男）、83分の上映用プリントをNFCが所蔵[34]
- 『次郎長三国志 第三部 次郎長と石松』 : 監督マキノ雅弘、原作村上元三、構成小国英雄、脚本松浦健郎、製作・配給東宝、1953年6月3日公開 - 田中春男（小堀明男）、88分の上映用プリントをNFCが所蔵[34]
- 『次郎長三国志 第四部 勢揃い清水港』 : 監督マキノ雅弘、原作村上元三、構成小国英雄、脚本松浦健郎、製作・配給東宝、1953年6月23日公開 - 田中春男（小堀明男）、79分の上映用プリントをNFCが所蔵[34]
- 『次郎長三国志 第五部 殴込み甲州路』 : 監督マキノ雅弘、原作村上元三、構成小国英雄、脚本松浦健郎、製作・配給東宝、1953年11月3日公開 - 田中春男（小堀明男）、77分の上映用プリントをNFCが所蔵[34]
- 『次郎長三国志 第六部 旅がらす次郎長一家』 : 監督マキノ雅弘、原作村上元三、構成小国英雄、脚本松浦健郎、製作・配給東宝、1953年12月15日公開 - 田中春男（小堀明男）、104分の上映用プリントをNFCが所蔵[34]
- 『次郎長三国志 第七部 初祝い清水港』 : 監督マキノ雅弘、原作村上元三、構成小国英雄、脚本松浦健郎、製作・配給東宝、1954年1月3日公開 - 田中春男（小堀明男）、89分の上映用プリントをNFCが所蔵[34]
- 『殴り込み二十八人衆』 : 監督萩原遼、脚本高岩肇・村松道平・笠原良三、1954年2月10日公開 - 団徳麿（月形龍之介）
- 『次郎長三国志 第八部 海道一の暴れん坊』 : 監督マキノ雅弘、原作村上元三、脚本小川信昭・沖原俊哉、製作・配給東宝、1954年6月8日公開 - 田中春男（小堀明男）、103分の上映用プリントをNFCが所蔵[34]
- 『次郎長三国志 第九部 荒神山』 : 監督マキノ雅弘、原作村上元三、脚本橋本忍、製作・配給東宝、1954年7月14日公開 - 田中春男（小堀明男）、82分の上映用プリントをNFCが所蔵[34]
- 『次郎長遊侠伝 秋葉の火祭り』 : 監督マキノ雅弘、脚本八木保太郎、製作・配給日活、1955年2月18日公開 - 田中春男（河津清三郎）、90分の上映用プリントをNFCが所蔵[34]
- 『次郎長遊侠伝 天城鴉』 : 監督マキノ雅弘、脚本八木保太郎、製作・配給日活、1955年5月3日公開 - 森健二（河津清三郎）
- 『清水の三ン下奴』 : 監督冬島泰三、原案山田信一、脚本中川明徳・小川三郎、製作日新プロダクション、配給新東宝、1955年8月1日公開 - 岬洋二（月形龍之介）、80分の上映用プリントをNFCが所蔵[34]
- 『次郎長意外伝 大暴れ次郎長一家』 : 監督日高繁明、原案正岡容、脚本小野田勇・キノトール、製作・配給東宝、1955年8月1日公開 - 有木山太（小堀明男）
- 『任侠清水港』 : 監督松田定次、脚本比佐芳武、製作東映京都撮影所、配給東映、1957年1月3日公開 - 上代悠司（片岡千恵蔵）
- 『次郎長外伝 石松と追分三五郎』 : 監督倉橋良介、脚本本山大生・浜川博美、製作松竹京都撮影所、配給松竹、1957年10月23日公開（映倫番号 10318） - 山路義人（近衛十四郎）
- 『清水港喧嘩旅』 : 監督渡辺実、原案浅井昭三郎、脚本村松正温、製作大映京都撮影所、配給大映、1957年12月8日公開（映倫番号 10405） - 千葉登四男（ - ）
- 『任侠東海道』 : 監督松田定次、脚本比佐芳武、製作東映京都撮影所、配給東映、1958年1月3日公開（映倫番号 10409） - 加賀邦男（片岡千恵蔵）、105分の上映用プリントをNFCが所蔵[34]
- 『旅は気まぐれ風まかせ』 : 監督田坂勝彦、脚本小国英雄、製作大映京都撮影所、配給大映、1958年4月16日公開（映倫番号 10593） - 玉置一恵（ - ）
- 『清水港の名物男 遠州森の石松』 : 監督マキノ雅弘、原作村上元三、脚本観世光太、製作東映京都撮影所、配給東映、1958年6月29日公開（映倫番号 10715） - 田中春男（加賀邦男）、98分の上映用プリントをNFCが所蔵[34]
- 『次郎長意外伝 灰神楽木曽の火祭』 : 監督青柳信雄、原案正岡容、脚本小野田勇・永六輔・蓮池義雄、製作・配給東宝、1958年11月23日公開（映倫番号 10877） - 丘寵児（河津清三郎）
- 『次郎長富士』 : 監督森一生、脚本八尋不二、製作大映京都撮影所、配給大映、1959年6月2日公開（映倫番号 11191） - 千葉敏郎（長谷川一夫）、104分の上映用プリントをNFCが所蔵[34]・105分の16mmフィルム版上映用プリントをデジタルミームが所蔵[35]
- 『森の石松幽霊道中』 : 監督佐伯幸三、原作木村錦花、脚色笠原良三、製作宝塚映画製作所、配給東宝、1959年7月14日公開（映倫番号 11321） - 男城輝（加東大介）

- 『任侠中仙道』 : 監督松田定次、脚本比佐芳武、製作東映京都撮影所、配給東映、1960年1月3日公開（映倫番号 11786） - 加賀邦男（片岡千恵蔵）
- 『次郎長血笑記 秋葉の対決』 : 監督工藤栄一、脚本村松道平、製作第二東映京都製作所、配給第二東映、1960年3月1日公開（映倫番号 11611） - 尾形伸之介（黒川弥太郎）
- 『次郎長血笑記 殴り込み道中』 : 監督工藤栄一、脚本村松道平、製作第二東映京都製作所、配給第二東映、1960年3月8日公開（映倫番号 11626） - 尾形伸之介（黒川弥太郎）
- 『続次郎長富士』 : 監督森一生、脚本八尋不二、製作大映京都撮影所、配給大映、1960年6月1日公開（映倫番号 12027） - 千葉敏郎（長谷川一夫）
- 『次郎長血笑記 富士見峠の対決』 : 監督工藤栄一、脚本村松道平、製作第二東映京都製作所、配給第二東映、1960年8月28日公開（映倫番号 11894） - 尾形伸之介（黒川弥太郎）
- 『次郎長血笑記 殴り込み荒神山』 : 監督工藤栄一、脚本村松道平、製作第二東映京都製作所、配給第二東映、1960年9月13日公開（映倫番号 11909） - 尾形伸之介（黒川弥太郎）
- 『若き日の次郎長 東海の顔役』 : 監督マキノ雅弘、脚本マキノ雅弘・笠原和夫・小野竜之助、製作東映京都撮影所、配給東映、1960年12月27日公開（映倫番号 11564） - 田中春男（中村錦之助）、88分の上映用プリントをNFCが所蔵[34]・93分の16mmフィルム版上映用プリントをデジタルミームが所蔵[35]
- 『花笠ふたり若衆』 : 監督佐々木康、脚本小国英雄、製作東映京都撮影所、配給東映、1961年5月17日（映倫番号 12347） - 小田部通麿（ - ）
- 『東海一の若親分』 : 監督マキノ雅弘、脚本マキノ雅弘・小野竜之助、製作東映京都撮影所、配給東映、1961年6月21日（映倫番号 12328） - 田中春男（中村錦之助）、93分の上映用プリントをNFCが所蔵[34]
- 『若き日の次郎長 東海道のつむじ風』 : 監督マキノ雅弘、脚本小野竜之助、製作東映京都撮影所、配給東映、1962年1月3日公開（映倫番号 12635） - 田中春男（中村錦之助）、89分の上映用プリントをNFCが所蔵[34]
- 『次郎長と小天狗 殴り込み甲州路』 : 監督マキノ雅弘、原作村上元三、脚本マキノ雅弘・結束信二、製作東映京都撮影所、配給東映、1962年9月22日公開（映倫番号 12955） - 田中春男（中村錦之助）、86分の上映用プリントをNFCが所蔵[34]・86分の16mmフィルム版上映用プリントをデジタルミームが所蔵[35]
- 『勢揃い東海道』 : 監督松田定次、脚本高岩肇、製作東映京都撮影所、配給東映、1963年1月3日公開（映倫番号 13025） - 有川正治（片岡千恵蔵）、94分の上映用プリントをNFCが所蔵[34]
- 『次郎長三国志』 : 監督マキノ雅弘、原作村上元三、脚本マキノ雅弘・山内鉄也、製作東映京都撮影所、配給東映、1963年10月20日公開（映倫番号 13343） - 田中春男（鶴田浩二）
- 『続 次郎長三国志』 : 監督マキノ雅弘、原作村上元三、脚本マキノ雅弘・山内鉄也、製作東映京都撮影所、配給東映、1963年11月10日公開（映倫番号 13344） - 田中春男（鶴田浩二）、90分の上映用プリントをNFCが所蔵[34]
- 『次郎長三国志 第三部』 : 監督マキノ雅弘、原作村上元三、脚本マキノ雅弘・山内鉄也、製作東映京都撮影所、配給東映、1964年2月8日公開（映倫番号 13476） - 田中春男（鶴田浩二）、94分の上映用プリントをNFCが所蔵[34]
- 『次郎長三国志 甲州路殴り込み』 : 監督マキノ雅弘、原作村上元三、脚本マキノ雅弘・山内鉄也、製作東映京都撮影所、配給東映、1965年8月25日公開（映倫番号 14073） - 田中春男（鶴田浩二）、90分の上映用プリントをNFCが所蔵[34]
- 『クレージーの無責任清水港』 : 監督坪島孝、脚本小国英雄、製作東宝・渡辺プロダクション、配給東宝、1966年1月3日公開（映倫番号 14274） - 石田茂樹（ハナ肇）
- 『次郎長三国志』 : 原作村上元三、1968年4月7日 - 同年9月29日放映（連続テレビ映画・全26回） - 不明（中野誠也）

- 『クレージーの殴り込み清水港』 : 監督坪島孝、脚本田波靖男、製作東宝・渡辺プロダクション、配給東宝、1970年1月15日公開（映倫番号 116149） - 石田茂樹（ハナ肇）
- 『清水次郎長』 : 1971年5月8日 - 1972年4月29日放映（連続テレビ映画・全52回） - 南利明（竹脇無我）
- 『次郎長三国志』 : 原作村上元三、1974年4月9日 - 同年9月24日放映（連続テレビ映画・全23回） - 山城新伍（鶴田浩二）
- 『マチャアキの森の石松』 : 監督マキノ雅弘、1975年10月12日 - 1976年4月4日放映（連続テレビ映画・全26回） - 岸部シロー（浜畑賢吉）
- 『清水次郎長 勢揃い清水港』 : 監督山内鉄也、1981年10月9日放映（テレビ映画・時代劇スペシャル） - 谷幹一（西郷輝彦）
- 『清水次郎長 風雪流れ旅』 : 監督松尾正武、1982年1月15日放映（テレビ映画・時代劇スペシャル） - 谷幹一（西郷輝彦）
- 『清水次郎長 男の涙石松の最后』 : 監督山内鉄也、1982年5月7日放映（テレビ映画・時代劇スペシャル） - 谷幹一（西郷輝彦）
- 『次郎長青春篇 つっぱり清水港』 : 監督前田陽一、脚本前田陽一・南部英夫、製作・配給松竹、1982年12月28日公開（映倫番号 110948） - 平田満（中村雅俊）
- 『清水次郎長 筑波おろし義侠の仇討』 : 監督山内鉄也、1983年2月11日放映（テレビ映画・時代劇スペシャル） - 谷幹一（西郷輝彦）
- 『次郎長三国志東海道の暴れん坊』 : 監督松尾昭典、原作村上元三、1988年1月3日放映（テレビ映画・新春時代劇スペシャル） - 桂朝丸（高橋英樹）
- 『次郎長三国志』 : 監督田中徳三・原田雄一・杉村六郎・高瀬昌弘、原作村上元三、1991年1月2日放映（テレビ映画・新春ワイド時代劇） - 頭師孝雄（高橋英樹）
- 『次郎長三国志 勢揃い二十八人衆喧嘩旅!』 : 監督松尾昭典、原作村上元三、1998年1月3日放映（テレビ映画・新春ワイド時代劇） - 阿南健治（北大路欣也）
- 『次郎長三国志』 : 監督吉田啓一郎・原田雄一、原作村上元三、2000年1月2日放映（テレビ映画・新春ワイド時代劇） - 阿南健治（杉良太郎）
- 『次郎長三国志』 : 監督マキノ雅彦、原作村上元三、脚本大森寿美男、製作「次郎長三国志」製作委員会、配給角川映画、2008年9月20日公開（映倫番号 118080） - 笹野高史（中井貴一）
- 『ジロチョー 清水の次郎長維新伝』 : 監督グ・スーヨン、2010年1月13日放映（テレビ映画） - 木下ほうか（中村雅俊）